# Kerkhoven, Minnesota
Kerkhoven, Minnesota (енгл. Kerkhoven) град је у америчкој савезној држави Минесота.

## Демографија
По попису из 2010. године број становника је 759, што је 0 (0,0%) становника више него 2000. године.
| Група             | 2000.       | 2010.       |
| Белци             | 717 (94,5%) | 664 (87,5%) |
| Афроамериканци    | 1 (0,1%)    | 0 (0,0%)    |
| Азијати           | 0 (0,0%)    | 0 (0,0%)    |
| Хиспаноамериканци | 36 (4,7%)   | 93 (12,3%)  |
| Укупно            | 759         | 759         |